# Ophidian Wheel
Ophidian Wheel è il terzo album studio della band Greca death metal Septicflesh. È stato pubblicate il 7 aprile 1997.
Come il precedente Esoptron, la batteria viene accreditata a Kostas, ma è comunque programmata.

## Tracce
1. "The Future Belongs to the Brave" - 6:12
2. "The Ophidian Wheel" - 5:20
3. "Phallic Litanies" - 5:55
4. "Razor Blades of Guilt" - 5:02
5. "Tartarus" - 3:36
6. "On the Topmost Step of the Earth" - 6:42
7. "Microcosmos" - 1:35
8. "Geometry in Static" - 5:25
9. "Shamanic Rite" - 5:16
10. "Heaven Below" - 5:44
11. "Enchantment" - 0:50

## Formazione
- Chris - chitarra
- Spiros - basso, voce
- Sotiris - chitarra, voce